# 長谷毛原村
長谷毛原村（はせけばらむら）は、和歌山県海草郡にあった村。現在の紀美野町の東端、貴志川の上流域にあたる。

## 地理
- 山岳：深山城山、立岩山
- 河川：貴志川

## 歴史
- 1889年（明治22年）4月1日 - 町村制の施行により、那賀郡毛原宮村・毛原中村・毛原下村・毛原上村・小西村および長谷宮村の大部分（飛地を除く）の区域をもって発足。
- 1951年（昭和26年）10月1日 - 所属郡が海草郡に変更。
- 1955年（昭和30年）6月1日 - 下神野村・上神野村・国吉村・真国村と合併して美里町が発足。同日長谷毛原村廃止。